# Ölpest von Greenpoint
Die Ölpest von Greenpoint ist ein Umweltschaden in New York City. Die industrielle Altlast ist auf den Betrieb von Ölraffinerien zurückzuführen.
Das betroffene Gelände befindet sich in Greenpoint, einem Stadtteil im Norden Brooklyns. Als angrenzendes Oberflächengewässer ist ebenso der Newtown Creek betroffen.
Der Betrieb von Ölraffinerien reicht bis in das 19. Jahrhundert zurück.
Am 5. Oktober 1950 kam es zur Explosion einer Anlage. Man vermutet, dass insbesondere bei diesem Ereignis aus einem Tank eine beträchtliche Menge Öl freigesetzt wurde. Man geht von 17 Millionen Gallonen Öl aus.
Während eines Überfluges bemerkte ein Hubschrauberpilot der Küstenwache am 29. September 1978 auf dem Newtown Creek einen Ölteppich. Das Öl trat aus einer Uferbefestigung an der Meeker Avenue aus.